# (328305) Jackmcdevitt
(328305) Jackmcdevitt ist ein Asteroid des mittleren Hauptgürtels, der am 20. Oktober 2006 vom US-amerikanischen Astronomen Lawrence H. Wasserman am Kitt-Peak-Nationalobservatorium (IAU-Code 695) in Arizona entdeckt wurde.
Die Umlaufbahn des Asteroiden um die Sonne hat mit 0,2553 eine hohe Exzentrizität.
(328305) Jackmcdevitt wurde am 22. Februar 2016 auf Vorschlag von Lawrence Wassermann nach dem US-amerikanischen Science-Fiction-Autor Jack McDevitt (* 1935) benannt.